# سی سال بعد
سی سال بعد (انگلیسی: Thirty Years After) که در سال ۲۰۰۷ تأسیس شده‌است یک سازمان یهودیان ایرانی-آمریکایی می‌باشد. این سازمان وظیفه فعالیت‌های فرهنگی و سیاسی دارد. سازمان یک کنفرانس سالیانه برگزار می‌کند.

## فعالیتها
سازمان در سال ۲۰۰۸ و در انتخابات ریاست جمهوری آمریکا فعالیت‌های سیاسی می‌کرد. از طرف باراک اوباما هوارد برمان به سخنرانی پرداخت و از طرف سناتور مک کین، لاری گرین فلد و فرانک نیکبخت.
در سال ۲۰۰۸ این سازمان کنفرانسی برگزار کرد که در آن افرادی مانند دنیس پریجر، ربی ماروین هیر از مرکز سیمون ویزنتال، نماینده کنگره هنری وکسمن، نماینده کنگره آدام شیف و جوئل اندرسون حضور داشتند.